# Мэгжид Жанрайсэг
Мэ́гжид Жанра́йсэг (от тиб. སྤྱན་རས་གཟིགས, Вайли mig 'byed spyan ras 'zigs, букв. «Открывающий глаза Авалокитешвара») — статуя бодхисаттвы Авалокитешвары (Жанрайсиг) в улан-баторском монастыре Гандантэгченлин (Монголия).

## История

### Возведение
Инициатива возведения в столице Внешней Монголии монументальной статуи Авалокитешвары принадлежала Далай-ламе XIII, посетившему Ургу в 1905 году, однако экстренное возведение статуи и строительство храма для её размещения начались лишь после победы Национальной революции по указу Богдо-гэгэна VIII и по настоянию монгольских верующих, чтобы заслуга от этого вернула зрение нововозведённому монгольскому монарху, страдавшему катарактой. Образ Авалокитешвары был выбран потому, что он являлся центральным элементом практик по восстановлению зрения. Помимо восстановления зрения Богдо-хана, возведение статуи посвящалось и улучшению здоровья его супруги Дондогдулам.
По оценке Б. Б. Барадийна, расходы на строительство составили около 1 млн российских рублей, из них 50 тыс. были взяты из займа, выданного Монголии российским правительством. Возведением статуи руководил главный министр Богдо-гэгэна, чинван Ханддорж; элементы статуи были отлиты долоннорской фирмой, специализировавшейся на литье массивных бурханов. В России были заказаны парча для убранства храма и комплект меньших бурханов. Внутренность 25-метровой статуи была заполнена томами Ганджура, мантрами, целебными травами и драгоценностями. Для статуи высотой 25,6 м было использовано 45 кг золота, 56 кг серебра и 400 драгоценных камней. Возведённый китайскими рабочими 42-метровый храм, в котором находилась статуя, по сей день является самым высоким образцом монгольской буддийской архитектуры.
В начале Второй мировой войны статуя была демонтирована, видимо, по приказу Х. Чойбалсана, и, по рассказам, была вывезена советскими солдатами. Скорее всего, фрагменты медной статуи были отправлены в СССР на переплавку на снаряды, однако никаких достоверных сведений, подтверждающих это, не имеется. Прибывшая в 1992 году в Россию делегация, занимавшаяся поисками вывезенных из страны бурханов, также не обнаружила никаких её следов.

### Восстановление
27 октября 1996 года восстановленная на средства от народных пожертвований статуя Авалокитешвары была вновь освящена. Командой скульпторов руководил народный художник МНР Н. Жамба. По случаю освящения были проведены служение Калачакры и народное празднество-надом. Создание этой статуи подробно описано.

## Внешний вид и реликвии
Статуя выполнена иначе, нежели стандартная четырёхрукая форма Авалокитешвары, используемая в тибетском буддизме. Различия заключаются в позе (тибетцами изображается сидящим) и в атрибутах, удерживаемых в руках: у монгольской формы отсутствует лотос (падма), однако присутствует зеркало (монг. толь). Встречаются и изображения-танка с аналогичной иконографией.
Высота статуи — 26 м; выполнена из меди, инкрустирована 2286 драгоценными камнями, в том числе 186 найденными в самой Монголии, и покрыта 8,6 кг добытого в Монголии сусального золота. По центру полости статуи установлен одиннадцатиметровый ствол лиственницы, срубленной на заповедной горе Богд-Хан-Уул. В лотосе-постаменте установлена пятистенная юрта из Булганского аймака, доспехи, лекарственные травы, драгоценности и другие дары монгольских верующих, полное собрание Ганджура и Данджура, присланное Далай-ламой XIV, сочинения Цонкапы, подарки других известных лам, например настоятеля Амарбаясгаланта Гуру-Дэва Ринпоче, а также волосы с голов всех перерождений Далай-лам и резной лик Таранатхи, подаренный Далай-ламой XIII в 1905 году и помещённый в голову статуи.